# ماتيوز ماك
ماتيوز ماك (بالبولندية: Mateusz Mak)‏ هو لاعب كرة قدم بولندي في مركز الوسط، ولد في 14 نوفمبر 1991 في سوتشا بسكيتسكا في بولندا. لعب مع بياست غليفيتسه.

## وصلات خارجية
- ماتيوز ماك على موقع قاعدة بيانات كرة القدم.إي يو (الإنجليزية)
- ماتيوز ماك على موقع Soccerway.com (الإنجليزية)